# Lambari
Lambari, amtlich portugiesisch Município de Lambari, ist eine brasilianische Gemeinde im Bundesstaat Minas Gerais. Die Bevölkerungszahl wurde zum 1. Juli 2020 auf 20.907 Einwohner geschätzt, die auf einer Gemeindefläche von rund 213,1 km² leben und Lambarienser (lambarienses) genannt werden. Die Stadt ist ein Kurort und Teil des touristischen Rundwegs Circuito das Águas de Minas Gerais. Die Entfernung zur Hauptstadt Belo Horizonte beträgt 339 km. Sie steht an 185. Stelle der 853 Munizips des Bundesstaates.

## Geographie
Umliegende Gemeinden sind Cambuquira, Campanha, São Gonçalo do Sapucaí, Heliodora, Natércia und Jesuânia.
Das Biom ist Mata Atlântica.

### Klima
Die Gemeinde hat tropisches, gemäßigtes Höhenklima, Cwa nach der Klimaklassifikation nach Köppen und Geiger. Die Durchschnittstemperatur ist 19,8 °C. Die durchschnittliche Niederschlagsmenge liegt bei 1437 mm im Jahr.

## Bevölkerungsentwicklung
| Jahr | Einwohner | Stadt  | Land  |
| --- | --------- | ------ | ----- |
| 1950 | 9.443     | ?      | ?     |
| 1960 | 10.759    | ?      | ?     |
| 1970 | 13.021    | ?      | ?     |
| 1980 | 14.070    | ?      | ?     |
| 1991 | 16.071    | 11.525 | 4.546 |
| 2000 | 18.249    | 13.701 | 4.548 |
| 2010 | 19.554    | 14.036 | 5.518 |
| 2020 | 20.907    | ?      | ?     |
| Hier fehlt eine Grafik, die leider im Moment aus technischen Gründen nicht angezeigt werden kann. Wir arbeiten daran! |           |        |       |

Quelle: IBGE (2011)

## Söhne und Töchter der Stadt
- Edmar Bacha (* 1942), Wirtschaftswissenschaftler und Schriftsteller